# Liste der Kulturdenkmale in Syratal

Lage des Stadtteils Syratal in Plauen

In der Liste der Kulturdenkmale in Syratal sind die Kulturdenkmale des Plauener Stadtteils Syratal verzeichnet, die bis September 2024 vom Landesamt für Denkmalpflege Sachsen erfasst wurden (ohne archäologische Kulturdenkmale). Die Anmerkungen sind zu beachten.
Diese Aufzählung ist eine Teilmenge der Liste der Kulturdenkmale in Plauen.

## Liste der Kulturdenkmale in Syratal
| Bild                                    | Bezeichnung                                                                     | Lage                                   | Datierung           | Beschreibung | ID       |
| --------------------------------------- | ------------------------------------------------------------------------------- | -------------------------------------- | ------------------- | --- | -------- |
| Weitere Bilder                          | Eisenbahnviadukt über das Syratal (Syratalbrücke)                               | (Flurstück 2747/11) (Karte)            | 1872–1873           | Landschaftsprägendes Eisenbahnbauwerk der Bahnstrecke Plauen–Cheb (6270; sä. PE), technikgeschichtlich und verkehrsgeschichtlich von Bedeutung. Nach Sprengung 1945 in den Jahren 1947 bis 1949 leicht verändert wieder aufgebaut. Elf Bögen, im Radius gekrümmte Steinbogenbrücke mit Pfeilervorlage, harmonisch in umgebende Landschaft eingefügt, Länge 210 m, Höhe 33,9 m, Breite 8,0 m, Höhe über NN 395 m. | 09246917 |
| Direkt Bild zu diesem Denkmal hochladen | Wohnhaus                                                                        | Am Froschteich 2 (Karte)               | 1936–1937           | Zeugnis der vom Heimatschutzgedanken beeinflussten Strömung der Baukunst nach dem Ersten Weltkrieg, aber auch mit Elementen der Moderne, entworfen vom Kaufhausarchitekten Emil Rösler, baugeschichtliche Bedeutung, hoher Dokumentationswert | 09306776 |
|                                         | Villa Zadera mit Resten der Einfriedung                                         | Kopernikusstraße 44 (Karte)            | Bezeichnet mit 1901 | Entworfen von Carl Brandt für Paul Ehrhardt; aufwändiger eklektizistischer Bau von baugeschichtlicher und ortsentwicklungsgeschichtlicher Bedeutung. Ein- bis zweigeschossiger Putzbau auf hohem Sockel (Grünstein-Polygonalmauerwerk), unregelmäßiger Grundriss, verschiedene Seitenrisalite mit Übergiebelungen im Dachbereich (Mansardbasis), polygonaler Eckturm mit Welscher Haube und Laterne. Dekor in Form von Zierfachwerk an Giebeldreiecken, Porphyrfenstergewänden bzw. -einfassungen, hölzernem Wintergarten, sowohl Segmentbogen- als auch Rechteckfenster. Repräsentativer Eingang mit Porphyrportal, Haustür zweiflüglig mit schönem Ziergitte. Am Turm bezeichnet mit „Villa Zadera erbaut 1902“, Lettern mit Jugendstileinfluss. Von der Einfriedung nur noch die Pfeiler historisch. | 09246957 |
|                                         | Doppelwohnhaus in offener Bebauung, mit Einfriedung                             | Neundorfer Straße 166, 168 (Karte)     | Um 1905             | Aufwändiges späthistoristisches Mietshaus von baugeschichtlichem Wert. Dreigeschossiger Putz-Klinker-Bau mit Eckbetonung durch steile Zierfachwerk-Dachausbauten sowie polygonalem Eckerker, dreigeschossig, ebenfalls mit Zierfachwerk im Dachbereich und bildprägender Zwiebelhaube. Erdgeschoss und das halbe erste Obergeschoss mit roter Klinkerverblendung, darüber gelber Putz. Zwischen den Obergeschossen gliederndes Gurtgesims, über den Fenstern des zweiten Obergeschosses weiteres rotes, den Fensterbögen folgendes Klinkerband. Weitere Wandgliederung und Auflösung der Symmetrie durch eingeschossigen Dreieckserker sowie heruntergezogenes Zierfachwerk in einer Achse. Mansarddach mit Biberschwanzdeckung. | 09247339 |
|                                         | Mietshaus in halboffener Bebauung (Doppelhaushälfte, siehe Scharnhorststraße 2) | Neundorfer Straße 170 (Karte)          | Bezeichnet mit 1904 | Stattlicher Bau mit Einflüssen des Neobarock, Jugendstilapplikationen, von baugeschichtlicher Bedeutung. Entworfen von Christian Scheidt und Vinzenz Koschinek für die Eigenvermarktung. Dreigeschossiger Putz-Klinker-Bau, geprägt durch dominante birnenförmig gegiebelte Dachausbauten und breite zweigeschossige Erker auf Trapezgrundriss. Erdgeschoss mit Putznutung und Rundbogenöffnungen, darüber Gurtgesims. Die Obergeschosse mit dunkelweißen Klinkern, die Fenster im ersten Obergeschoss rechteckig, im zweiten Obergeschoss wieder bogig. Breites Traufgesims, Mansarddach mit mehreren segmentbogig verdachten stehenden Gaupen und gen. Birnengiebeln. Über einem Erker und in den Giebelungen des Dachbereichs Jugendstilapplikationen (Köpfe, Kranz, Jahreszahl). | 09246366 |
|                                         | Villa mit Garten, Pförtnerhaus, Garage, Holzpavillon und Einfriedung            | Raabstraße 15 (Rankestraße 10) (Karte) | Um 1925             | Architektur mit Einfluss der Neuen Sachlichkeit, wertvolle zeitgenössische Details, u. a. baugeschichtliche Bedeutung. Zweigeschossiger Putzbau auf hohem Werksteinsockel, mit flachem, leicht überstehendem Walmdach, längsrechteckiger Grundriss, souveräne Rhythmisierung des Wand-Öffnungs-Verhältnisses, verschiedene Fenstergrößen, zum Teil Bandfenstersuggestion. Belebung der Fassade durch kleinteilige Fenstersprossungen. Sandstein-Aufgang mit Balustrade zum flach überdachten Eingang. Herkömmliche Dekorationsformen sind die Ecklisenen verschiedener Größenordnung sowie das zahnschnittartige Traufgesims, die spitzgiebeligen Dachausbauten sind Zeugnisse des zeitgenössischen Expressionismus. Viele Details der Inneneinrichtung erhalten, so Holzvertäfelungen, Mosaikkamin, Schiebetür, Deckenstuck. Auch die Garage, das Pförtnerhaus und der Holzpavillon zeigen zeitgenössische Formensprache, wie auch der recht authentisch erhaltene Landhausgarten mit seiner Gestaltung und Modellierung. Das Anwesen repräsentiert die Ansprüche und Horizonte eines wohlhabenden zeitgenössischen Erbauers. | 09246955 |
|                                         | Villa                                                                           | Rankestraße 6 (Karte)                  | 1904                | Bemerkenswerter und pittoresker neubarocker Putzbau, unter anderem von baugeschichtlicher Bedeutung. Entworfen von Curt Prager für Otto Tröger. Großer zweigeschossiger Putzbau auf unregelmäßigem Grundriss, mit mehreren Ausbauten im Dachbereich. Aufriss geprägt u. a. durch Eckturm (Welsche Haube mit Laterne), gegiebelte Risalite, umlaufende Balkons (mit Vergitterungen sowie Balustraden), halbrund überdachten Eingang mit dreijochiger Loggia, große Freitreppe, mehrere Erker bzw. Altane. Glattputz sowie Werksteinverkleidungen, zum Teil Bossenquader, Verwendung von Säulchen, Voluten und Pilastern verschiedener Größenordnungen. Flächendeckende Rokokodekorationen und -applikationen (Muscheln, Ranken, Fensterrahmungen etc.). Vor Hauseingang Brunnen mit stark verwittertem Relief. Historische Ausstattung vorwiegend aus den 1920er Jahren, teilweise auch aus Erbauungszeit, vertäfelte Wände und Einbauschränke, im ersten Obergeschoss im Flur gekehlte Stuckdecke, im zweiten Obergeschoss Felderdecke mit eingearbeiteter Beleuchtung in jedem Feld u. a.                                     | 09246956 |
|                                         | Villa mit Garten, Pförtnerhaus, Garage, Holzpavillon und Einfriedung            | Rankestraße 10 (Raabstraße 15) (Karte) | Um 1925             | Siehe Raabstraße 15 | 09246955 |
|                                         | Mietshaus in halboffener Bebauung und in Ecklage                                | Scharnhorststraße 2 (Karte)            | 1903                | Einflüsse des Neobarock, Jugendstilapplikationen, baugeschichtliche Bedeutung. Entworfen von Christian Scheidt und Vinzenz Koschinek für eigene Vermarktung. Dreigeschossiger Putz-Klinker-Bau, Doppelhaus (siehe Neundorfer Straße 170) geprägt durch dominante birnenförmig gegiebelte Dachausbauten und breite zweigeschossige Erker auf Trapezgrundriss. Erdgeschoss mit Putznutung und bogigen Öffnungen, darüber Gurtgesims. die Obergeschosse mit dunkelweißen Klinkern, die Fenster im ersten Obergeschoss rechteckig, im zweiten Obergeschoss wieder bogig. Breites Traufgesims, Mansarddach mit mehreren segmentbogig verdachten stehenden Gaupen und gen. Birnengiebeln. Über einem Erker und in den Giebelungen des Dachbereichs Jugendstilapplikationen (Köpfe, Kranz, Jahreszahl). | 09246365 |
|                                         | Villa                                                                           | Scharnhorststraße 16 (Karte)           | 1904                | Der aufwändige romantische Späthistorismusbau, u. a. von baugeschichtlicher Bedeutung, wurde von Alfred Illner für sich selbst entworfen. Zweigeschossiger Putzbau auf Werksteinsockel, mit Mansarddach. Die Geschosse teilweise durch umlaufendes Gesims optisch markiert. Mit mehreren Ausbauten, vor allem als dreigeschossiger Risalit bzw. Erker anlaufender Rechteckturm mit Ecksäulen, Kugeln und Balustrade sowie orientalisch anmutender, spitz auslaufender Kuppel, weiterhin zwei schräg gestellte „Kemenaten“ mit Pyramidendächern sowie Treppengiebel mit Figurennische (leer), Palladiomotiv und bogigem Abschluss, schließlich Eckbalkon mit Säulen und Balustrade; Hauseingang und Erdgeschoss-Fenster rundbogig, Sandstein-Fenstergewände mit Ohrung und Wappen-Schlusssteinen, Fensterbrüstungen reliefiert (Kartuschen, Ranken). Haustür zweiflügelig mit Oberlicht, rundbogiges bleiverglastes Treppenhausfenster. Die großen Fenster zum Teil durch rote Klinker eingefasst. | 09246921 |
|                                         | Villa mit Bedienstetenwohnhaus und Garten                                       | Schminckestraße 9 (Karte)              | 1901                | Neorenaissancebau mit guter architektonischer Linie, von baugeschichtlicher und ortsentwicklungsgeschichtlicher Bedeutung. Die Villa, ein Neorenaissancebau mit guter architektonischer Linie, nach Plänen Oscar Keßlers für August Sommer errichtet. Zweigeschossiger Putzbau mit umlaufendem Fachwerk-Drempel und flachem überstehendem Walmdach. Sandsteinsockel, annähernd quadratischer Grundriss. Schauseite palladianisch mit flachem dreiachsigem Mittelrisalit, darin hoher rundbogiger Eingang, die Außenachsen im ersten Obergeschoss durch mit Sandsteingewänden gesteigerte Fensterrahmungen und Dreiecksverdachungen markiert. Seite durch großes rundbogiges Treppenhausfenster definiert, die übrigen Seiten ebenfalls mit Dreiecksverdachungen der Öffnungen, aber unregelmäßiger. Die Hausecken und die der Risalite mit Putzrustika. Im Garten alter Baumbestand. Bedienstetenwohnhaus hinten im Garten, mit Garagen, Putzbau mit Fachwerk, etwas später entstanden. | 09246920 |

## Tabellenlegende
- Bild: Bild des Kulturdenkmals, ggf. zusätzlich mit einem Link zu weiteren Fotos des Kulturdenkmals im Medienarchiv Wikimedia Commons. Wenn man auf das Kamerasymbol klickt, können Fotos zu Kulturdenkmalen aus dieser Liste hochgeladen werden:
- Bezeichnung: Denkmalgeschützte Objekte und ggf. Bauwerksname des Kulturdenkmals
- Lage: Straßenname und Hausnummer oder Flurstücknummer des Kulturdenkmals. Die Grundsortierung der Liste erfolgt nach dieser Adresse. Der Link (Karte) führt zu verschiedenen Kartendiensten mit der Position des Kulturdenkmals. Fehlt dieser Link, wurden die Koordinaten noch nicht eingetragen. Sind diese bekannt, können sie über ein Tool mit einer Kartenansicht einfach nachgetragen werden. In dieser Kartenansicht sind Kulturdenkmale ohne Koordinaten mit einem roten bzw. orangen Marker dargestellt und können durch Verschieben auf die richtige Position in der Karte mit Koordinaten versehen werden. Kulturdenkmale ohne Bild sind an einem blauen bzw. roten Marker erkennbar.
- Datierung: Baubeginn, Fertigstellung, Datum der Erstnennung oder grobe zeitliche Einordnung entsprechend des Eintrags in der sächsischen Denkmaldatenbank
- Beschreibung: Kurzcharakteristik des Kulturdenkmals entsprechend des Eintrags in der sächsischen Denkmaldatenbank, ggf. ergänzt durch die dort nur selten veröffentlichten Erfassungstexte oder zusätzliche Informationen
- ID: Vom Landesamt für Denkmalpflege Sachsen vergebene, das Kulturdenkmal eindeutig identifizierende Objekt-Nummer. Der Link führt zum PDF-Denkmaldokument des Landesamtes für Denkmalpflege Sachsen. Bei ehemaligen Kulturdenkmalen können die Objektnummern unbekannt sein und deshalb fehlen bzw. die Links von aus der Datenbank entfernten Objektnummern ins Leere führen. Ein ggf. vorhandenes Icon  führt zu den Angaben des Kulturdenkmals bei Wikidata.